# 卡特邁國家公園和自然保護區
卡特邁國家公園和自然保護區（Katmai National Park and Preserve）是美國國家公園，位在阿拉斯加州的南部，以萬煙谷、棕熊知名，公園的面積達7,383平方英哩（19,122平方公里），且絕大多數都被指定為自然保護區，自然保護區在公園內的面積達5,288平方英哩（13,696平方公里）。

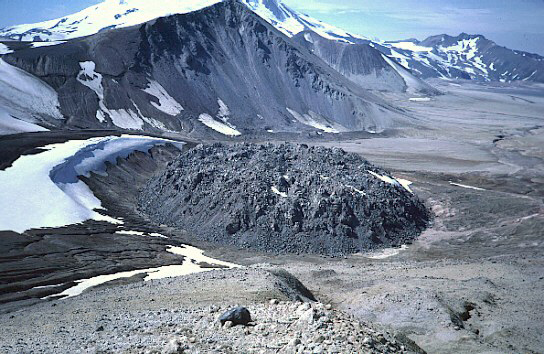
Novarupta一帶的火山穹丘

卡特邁國家公園是在1980年12月2日成立，位在阿拉斯加半島上科迪亞克島的對面，公園的總部位在薩蒙王附近，在安克拉治北方約290空哩（1空哩約等於6,076英呎）位置。最初卡特邁國家公園是在1918年9月24日被指定為國家纪念区，以保護因1912年諾瓦魯普塔火山爆發而形成的萬煙谷，面積約40平方英哩（100平方公里），深度約100英呎—700英呎的火山碎屑流。
卡特邁國家公園內有14座最新近的活火山，此處最為人所熟知的有棕熊及鮭魚，其中鮭魚不僅吸引人們也吸引著棕熊。而卡特邁國家公園也是全球最大的棕熊保護區，此是以棕熊的數目來計，估計有超過2,000隻棕熊在此區內。棕熊特別喜愛聚集在一個名為「布魯克斯瀑布」（Brooks Falls）的地方，觀看棕熊的好地方，許多知名的棕熊照片都在該處拍攝而得。

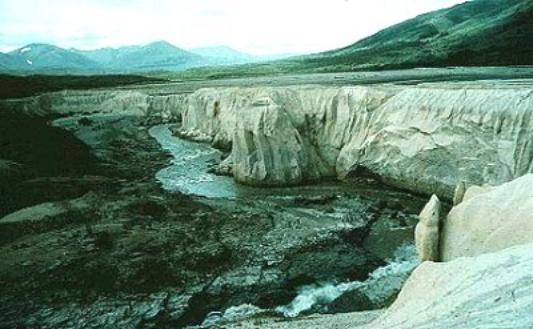
火山碎屑流沈澱到萬煙谷

卡特邁國家公園內的活動包括徒步旅行、攜帶背包的徒步旅行、釣魚、划船、船遊、滑雪，且可以安排解說員。
此外，公園內也有多數具考古學價值的遺跡，顯示該處早在史前時代就有人居住的紀錄，可說是住在世界最北處的古人類。

## 關連項目

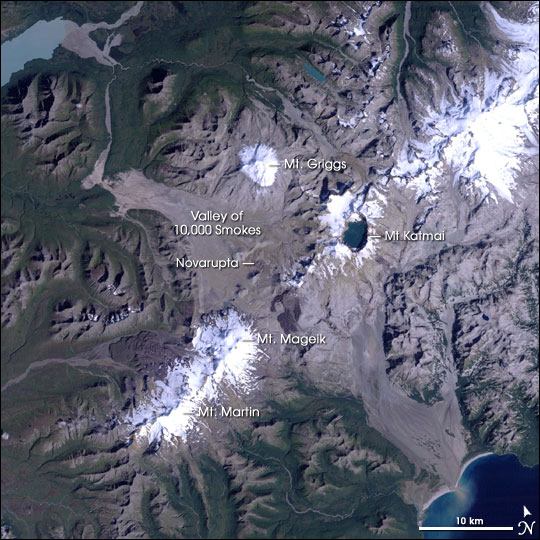
萬煙谷及其附近的衛星影像

- 提摩西·崔德威自命為環保勇士（Eco-Worrior）並熱愛灰熊，也經常近處觀察與拍攝野生動物，2003年10月6日人們在卡特邁國家公園發現他及其女友的遺體，據知是遭熊襲而喪命。

## 外部連結
- Katmai國家公園的官方網站（页面存档备份，存于）
- Katmai國家公園的照片 - Terra Galleria（页面存档备份，存于）